# Tor Hogne Aarøy
Tor Hogne Aarøy (Ålesund, 20 marzo 1977) è un ex calciatore norvegese, di ruolo attaccante.
Con i suoi 204 cm, è stato uno dei più alti giocatori professionisti.

## Carriera

### Club

#### Gli inizi
Aarøy cominciò la sua carriera nello Spjelkavik, formazione militante nella 3. divisjon. Nel corso del 1997, si trasferì all'Aalesund: nella stessa stagione, giocò una partita nella 1. divisjon, in occasione della sconfitta casalinga per 0-1 contro il Moss. Nel 1998 si accordò con il Frigg, per poi tornare allo Spjelkavik nel corso dello stesso anno.

#### Rosenborg
Agli inizi del 1999, sostenne un provino per il Rosenborg. Aarøy fece poi ritorno allo Spjelkavik, ma nell'estate successiva fu ingaggiato dallo stesso Rosenborg. Ebbe modo di esordire nell'Eliteserien in data 24 ottobre 1999: sostituì Jan-Derek Sørensen nei minuti finali della sfida casalinga persa per 3-5 contro l'Odd Grenland. Il 7 dicembre debuttò nella Champions League, subentrando a Roar Strand nella sconfitta per 3-1 sul campo del Real Madrid. Durante la preparazione in vista del campionato 2000, subì un infortunio ai legamenti che gli impedì di giocare altri incontri con la maglia del Rosenborg.

#### Aalesund
Nel 2001, fece ritorno all'Aalesund, all'epoca militante nella 1. divisjon. Il secondo debutto con la nuova maglia arrivò il 22 aprile, nel pareggio per 3-3 sul campo del Sandefjord: Aarøy siglò la rete del momentaneo 1-1. In virtù della promozione del campionato 2002, poté tornare a giocare nella massima divisione norvegese. Il 21 aprile 2003] alla seconda giornata di campionato, realizzò la rete del vantaggio per 0-1 della sua squadra contro il Vålerenga, nonché suo primo gol nella Eliteserien: la marcatura fu inutile ai fini del risultato, poiché la squadra di Oslo ribaltò la situazione e si aggiudicò la vittoria 3-1. A fine stagione, le sue 6 reti non bastarono all'Aalesund per raggiungere la salvezza e il club retrocesse in 1. divisjon. La squadra riconquistò immediatamente la promozione e l'attaccante contribuì andando a segno in 6 occasioni. Anche la seconda avventura nella Eliteserien con l'Aalesund durò una stagione, al termine della quale la squadra retrocesse ancora: nella stessa annata, Aarøy siglò 4 reti.
Nel 2006, così, l'Aalesund si ritrovò nuovamente in 1. divisjon e riconquistò la promozione al primo tentativo: Aarøy realizzò due doppiette ai danni di Moss e Sarpsborg Sparta, in due giornate di campionato consecutive. Chiuse la stagione con 27 presenze e 12 reti. In seguito, fece parte della squadra che si aggiudicò la vittoria finale nella Coppa di Norvegia 2009, contribuendo al superamento del terzo turno, segnando un gol nel 2-1 inflitto allo Stavanger. In semifinale, poi, realizzò la rete della vittoria sull'Odd Grenland. Nella finale del torneo contro il Molde, partì dalla panchina, per subentrare poi in luogo di Diego Silva nel corso dei tempi supplementari, con la sua squadra sotto per 2-1. A cinque minuti dal termine della sfida, siglò la rete del pareggio definitivo: ai calci di rigore fu poi il suo Aalesund ad avere la meglio e a conquistare il trofeo.
Questo successo permise alla squadra di contendere al Rosenborg, ex-squadra di Aarøy, la Superfinalen 2010: il centravanti fu schierato titolare ma non riuscì a cambiare le sorti della partita, con il club di Trondheim che si aggiudicò match e trofeo grazie ad una vittoria per 3-1. Sempre grazie al successo nella coppa nazionale dell'anno precedente, poté esordire nelle competizioni europee con la maglia dell'Aalesund, precisamente nel secondo turno di qualificazione dell'Europa League 2010-2011, nel doppio confronto con il Motherwell. Giocò in entrambe le gare dal primo minuto, ma gli scozzesi si imposero complessivamente con il punteggio di 4-1.

#### JEF United
Il 1º gennaio 2011 fu reso noto il suo passaggio al JEF United, formazione giapponese militante nella J. League 2. Debuttò in campionato il 6 marzo successivo, schierato titolare nella vittoria per 0-3 sul campo del Giravanz Kitakyushu, partita in cui mise a referto una rete. Rimase legato al JEF United per un biennio.

#### Ritorno all'Aalesund
Il 4 gennaio 2013, si aggregò all'Aalesund in vista del ritiro prestagionale. L'11 marzo successivo, firmò un contratto con questa squadra. Il 31 luglio, subì un infortunio al ginocchio che gli fece chiudere la stagione anzitempo. Il 2 dicembre, rinnovò il contratto che lo legava all'Aalesund per un'ulteriore stagione. Si svincolò al termine del campionato 2014, ritirandosi per diventare allenatore delle giovanili dello Spjelkavik.

### Nazionale
Aarøy fu convocato nella Norvegia in data 27 gennaio 2009, dal commissario tecnico Egil Olsen. Il calciatore rifiutò però la convocazione per l'imminente nascita del secondogenito.

## Statistiche

### Presenze e reti nei club
Statistiche aggiornate al 13 novembre 2014.
| Stagione          | Club              | Campionato        | Campionato | Campionato | Coppe nazionali | Coppe nazionali | Coppe nazionali | Coppe continentali | Coppe continentali | Coppe continentali | Supercoppe | Supercoppe | Supercoppe | Totale | Totale |
| Stagione          | Club              | Comp              | Pres       | Reti       | Comp            | Pres            | Reti            | Comp               | Pres               | Reti               | Comp       | Pres       | Reti       | Pres   | Reti   |
| ----------------- | ----------------- | ----------------- | ---------- | ---------- | --------------- | --------------- | --------------- | ------------------ | ------------------ | ------------------ | ---------- | ---------- | ---------- | ------ | ------ |
| 1995              | Spjelkavik        | 3D                | ?          | ?          | CN              | ?               | ?               | -                  | -                  | -                  | -          | -          | -          | ?      | ?      |
| 1996              | Spjelkavik        | 3D                | ?          | ?          | CN              | ?               | ?               | -                  | -                  | -                  | -          | -          | -          | ?      | ?      |
| 1997              | Spjelkavik        | 3D                | ?          | ?          | CN              | ?               | ?               | -                  | -                  | -                  | -          | -          | -          | ?      | ?      |
| 1997              | Aalesund          | 1D                | 1          | 0          | CN              | ?               | ?               | -                  | -                  | -                  | -          | -          | -          | ?      | ?      |
| 1998              | Frigg             | 3D                | ?          | ?          | CN              | ?               | ?               | -                  | -                  | -                  | -          | -          | -          | ?      | ?      |
| 1998              | Spjelkavik        | 3D                | ?          | ?          | CN              | ?               | ?               | -                  | -                  | -                  | -          | -          | -          | ?      | ?      |
| 1999              | Spjelkavik        | 3D                | ?          | ?          | CN              | ?               | ?               | -                  | -                  | -                  | -          | -          | -          | ?      | ?      |
| Totale Spjelkavik | Totale Spjelkavik | Totale Spjelkavik | ?          | ?          |                 | ?               | ?               |                    | -                  | -                  |            | -          | -          | ?      | ?      |
| 1999              | Rosenborg         | ES                | 1          | 0          | CN              | 0               | 0               | UCL                | 1                  | 0                  | -          | -          | -          | 2      | 0      |
| 2000              | Rosenborg         | ES                | 0          | 0          | CN              | 0               | 0               | UCL                | 0                  | 0                  | -          | -          | -          | 0      | 0      |
| Totale Rosenborg  | Totale Rosenborg  | Totale Rosenborg  | 1          | 0          |                 | 0               | 0               |                    | 1                  | 0                  |            | -          | -          | 2      | 0      |
| 2001              | Aalesund          | 1D                | 26         | 11         | CN              | ?               | ?               | -                  | -                  | -                  | -          | -          | -          | ?      | ?      |
| 2002              | Aalesund          | 1D                | 30         | 17         | CN              | ?               | ?               | -                  | -                  | -                  | -          | -          | -          | ?      | ?      |
| 2003              | Aalesund          | ES                | 23         | 6          | CN              | 4               | 3               | -                  | -                  | -                  | -          | -          | -          | 27     | 9      |
| 2004              | Aalesund          | 1D                | 13         | 6          | CN              | ?               | ?               | -                  | -                  | -                  | -          | -          | -          | ?      | ?      |
| 2005              | Aalesund          | ES                | 20         | 4          | CN              | ?               | ?               | -                  | -                  | -                  | -          | -          | -          | ?      | ?      |
| 2006              | Aalesund          | 1D                | 27         | 12         | CN              | ?               | ?               | -                  | -                  | -                  | -          | -          | -          | ?      | ?      |
| 2007              | Aalesund          | ES                | 20         | 6          | CN              | 3               | 1               | -                  | -                  | -                  | -          | -          | -          | 23     | 7      |
| 2008              | Aalesund          | ES                | 24+2       | 9+4        | CN              | 4               | 4               | -                  | -                  | -                  | -          | -          | -          | 30     | 17     |
| 2009              | Aalesund          | ES                | 26         | 6          | CN              | 7               | 3               | -                  | -                  | -                  | -          | -          | -          | 33     | 9      |
| 2010              | Aalesund          | ES                | 30         | 12         | CN              | 2               | 0               | UEL                | 2                  | 0                  | S          | 1          | 0          | 35     | 12     |
| 2011              | JEF United        | J2                | 20         | 5          | CG              | ?               | ?               | -                  | -                  | -                  | -          | -          | -          | ?      | ?      |
| 2012              | JEF United        | J2                | 16         | 1          | CG              | ?               | ?               | -                  | -                  | -                  | -          | -          | -          | ?      | ?      |
| Totale JEF United | Totale JEF United | Totale JEF United | 36         | 6          |                 | ?               | ?               |                    | 2                  | 0                  |            | -          | -          | ?      | ?      |
| 2013              | Aalesund          | ES                | 13         | 0          | CN              | 2               | 0               | -                  | -                  | -                  | -          | -          | -          | 15     | 0      |
| 2014              | Aalesund          | ES                | 19         | 1          | CN              | 4               | 2               | -                  | -                  | -                  | -          | -          | -          | 23     | 3      |
| Totale Aalesund   | Totale Aalesund   | Totale Aalesund   | 274+2      | 90+4       |                 | ?               | ?               |                    | 2                  | 0                  |            | 1          | 0          | ?      | ?      |
| Totale            | Totale            | Totale            | ?          | ?          |                 | ?               | ?               |                    | 3                  | 0                  |            | 1          | 0          | ?      | ?      |

## Palmarès

### Club

#### Competizioni nazionali
- Campionato norvegese: 1

Rosenborg: 1999
- Coppa di Norvegia: 1

Aalesund: 2009